# Jakucka Autonomiczna Socjalistyczna Republika Radziecka
Jakucka Autonomiczna Socjalistyczna Republika Radziecka, Jakucka ASRR (jak. Саха автономнай сэбиэскэй социалистическэй республиката, ros. Якутская Автономная Советская Социалистическая Республика) – republika autonomiczna w Związku Radzieckim, wchodząca w skład Rosyjskiej Federacyjnej Socjalistycznej Republiki Radzieckiej.
Republika ta obejmowała obszar 3 103 200 km², zamieszkiwało ją od 289 tys. (1926 r.) do 1094 tys. (1989 r.) osób.
Jakucka ASRR została utworzona 27 kwietnia 1922 r. Zorganizowanie autonomicznej republiki Jakutów było elementem prowadzonej zwłaszcza w początkowym okresie istnienia ZSRR polityki korienizacji, tj. przyznawania autonomii nierosyjskim narodom dawnego Imperium, wcześniej dyskryminowanym i wynaradawianym przez carat.
Jakucka ASRR została zlikwidowana 27 września 1990 r. na fali zmian związanych z rozpadem ZSRR. Jej kontynuacją jest autonomiczna rosyjska republika Jakucja.

## Ludność
Zmiany liczby mieszkańców republiki:
| Rok  | Liczba mieszkańców |
| ---- | ------------------ |
| 1926 | 289 000            |
| 1931 | 308 400            |
| 1959 | 488 000            |
| 1988 | 963 000            |
| 1989 | 1 094 065          |

Narodowości według spisu powszechnego z 1979 r.:
- Rosjanie — 430 tys. (53%)
- Jakuci — 314 tys. (39%)
- Ukraińcy  — 46 tys. (6%)
- Ewenkowie — 11,6 tys. (1%)
- Eweni — 5,8 tys. (1%)
- razem — 807,4 tys.

## Wcześniejsze flagi

Flaga Jakuckiej ASRR w latach 1978–1982
Flaga Jakuckiej ASRR w latach 1954–1978

 Informacje nt. położenia, gospodarki, historii, ludności itd. Jakuckiej Autonomicznej Socjalistycznej Republiki Radzieckiej znajdują się w: artykule poświęconym Republice Jakucji, jak obecnie nazywa się ta rosyjska jednostka polityczno-administracyjna.